# Microcalicha fumosaria
Microcalicha fumosaria är en fjärilsart som beskrevs av John Henry Leech 1881. Microcalicha fumosaria ingår i släktet Microcalicha och familjen mätare. Inga underarter finns listade i Catalogue of Life.